# Qanat
Qanat  (em persa: قنات, eventualmente aportuguesado como canate ) ou kariz (em persa: کَارِیز)  é um sistema de gestão de água utilizado para garantir um fornecimento estável de água em centros populacionais humanos e prover irrigação em regiões situadas em climas áridos, semiáridos ou quentes. Os qanats também são conhecidos como ''kārīz ou kārēz (do persa كاريز) no Irã, Afeganistão, Paquistão e Ásia Central, kahan (do persa کهن), khettara, no Marrocos, galería, na Espanha, falaj, nos Emirados Árabes e Omã, kahn, em balúchi e foggara ou fughara no Norte da África. Na Ásia e no Norte da África ainda podem ser conhecidos como kakuriz, chin-avulz, e mayun. O termo qanat também pode ser transliterado como kanat, khanat, kunut, kona, konait, ghanat e ghundat.
A tecnologia dos qanats teria sido desenvolvida pelos persas em algum ponto do primeiro milênio a.C., depois difundindo-se  lentamente pelo Oriente e Ocidente.
O valor de um qanat está diretamente associado à qualidade, volume e regularidade de seu fluxo de água. Historicamente, boa parte da população do Irã e de outros países áridos da Ásia e do Norte da África dependeram da água dos qanats; os centros populacionais correspondiam às áreas onde a construção de qanatsera possível. Embora seu custo fosse elevado, o ganho a longo prazo que ele trazia à comunidade e, consequentemente, ao indivíduo ou grupo de indivíduos que investia em sua construção e manutenção, era de grande valor.

## UNESCO
Foi inscrito como Patrimônio Mundial da UNESCO em 2016 por "prover um testemunho excepcional das tradições culturais e civilizações em áreas de deserto com clima árido."